# 錦戸亮 LIVE TOUR 2021 "Note"
『錦戸亮 LIVE TOUR 2021 "Note"』（にしきどりょう ライブ ツアー 2021 ノート）は、2021年4月15日から同年6月16日にかけて開催された錦戸亮のライブツアー。2022年4月6日にNOMAD RECORDSから3枚目のライブBlu-ray/DVDとして発売された。

## 概要

### ライブツアー
- 前回のツアー『錦戸亮 LIVE 2021 "Note"』終了から約15日振りのライブツアー。
- 本ツアーは、2021年4月15日から6月16日にかけて開催された、自身の2ndアルバム『Note』を引っさげた全国ホールツアーである[10][15]。
  - 発表当初は、全12公演の予定だった[9]が、追加・中止・代替・振替・再追加公演を重ね、ツアー全体を通して全17公演となった。

- 前回のツアーと同様に、収容人数をキャパシティの半分以下に減らし、徹底した新型コロナウイルス「COVID-19」の感染予防対策をした上で有観客で開催された[13]。
- 本ツアーのうち、4月15日の東京・中野サンプラザホール公演、同月20日の大阪・フェスティバルホール公演は、自身のファンクラブ『NFC』会員限定のライブである[9]。
- 本ツアーでは、自身の1stアルバム『NOMAD』、2ndアルバム『Note』の収録曲に、開催当時未発表の新曲「ツキノハナシ」を加えた全20曲が披露された[16]。
  - また、「微睡み」では、2015年から2016年にかけて開催された関ジャニ∞のライブツアー『関ジャニ∞の元気が出るLIVE!!』以来、約6年振りにサックスを披露した[11]。
- 本ツアー千秋楽である同年6月16日の東京・中野サンプラザホール公演にて、ソロとしては自身初[注 1]のアリーナツアー『RYO NISHIKIDO LIVE 2021 "SHABBY"』の開催を発表した[11][12][注 2]。

### 映像作品
- 前作『錦戸亮 LIVE 2021 "Note"』から約5か月振りのリリース[注 3]。
- 本作は特別仕様盤、初回限定盤、通常盤（各Blu-ray/DVD）の6形態で発売。
- 本作には、本ツアー千秋楽である同年6月16日の東京・中野サンプラザホール公演の模様を収録[13]。
- 特別仕様盤には特典Blu-ray/DVDを付属。
  - 前回のライブハウスツアー『錦戸亮 LIVE 2021 "Note"』と本ホールツアーの全公演を追った約100分のドキュメンタリー映像を収録[13]。
- 初回限定盤・通常盤の本編映像の後に特典映像を収録[13]。
  - 初回限定盤には、2ndアルバム『Note』のリリースを記念したイベント『Note Release Event 2021』の模様を収録[14]。
  - 通常盤には、アルバム『Note』のメイキング映像を収録[13]。
- 初回限定盤・通常盤には特典CDを付属。
  - 初回限定盤には、特典CD『アルバム"Note"リリースイベントライブCD』として、同形態の特典映像である上述の『Note Release Event 2021』の収録公演のライブ音源が収録されたCDを付属[17][18]。
    - 発表当初は同CDの付属予定は無かったが、2022年2月9日に付属する事が追加発表された[18]。

  - 通常盤には、特典CD『錦戸亮 LIVE TOUR 2021 "Note" ライブアルバムCD』として、本作の収録公演のライブ音源が収録されたCDを付属[14]。
- 2022年3月1日までのオフィシャルECストア限定の購入者特典として、未発表の楽曲を収録した自身初のCDシングル『ヒトメボレ』を付属[19]。

- 2022年3月及び5月 - 6月、東京と大阪の2会場にて本作の発売を記念した展覧会イベントを開催。
  - 同年3月4日 - 21日、東京・有楽町マルイにて、自身初の展覧会イベント『錦戸亮 "Note" 展覧会 in OIOI』が開催された[14]。
  - 同年5月20日 - 6月12日、大阪・なんばマルイにて、自身2度目となる展覧会イベント『錦戸亮 "もうひとつのNote" 展覧会 in OIOI』が開催された[20]。

- 同年3月21日、本作のリリースを記念し、本作の本編ライブ映像と特別仕様盤収録のドキュメンタリー映像を大画面と高音質で楽しめる劇場先行上映イベント『錦戸亮 "Note" 上映会 in UNITED CINEMAS』が開催された[13]。

- 同年4月6日、本作の発売に伴い、自身のオフィシャルECサイト及びライブ会場限定販売であった、前作『錦戸亮 LIVE 2021 "Note"』の全国流通が開始された[21]。

#### 各形態概要
| 特典内容                                                   | 形態       |
| ---------------------------------------------------------- | ---------- |
| 特典Blu-ray/DVD（詳細は「#特別仕様盤（特典映像）」を参照） | 特別仕様盤 |
| スリーブケース付きBOX仕様                                  | 特別仕様盤 |
| "Note" 100Pスペシャルフォトブック                          | 特別仕様盤 |
| 特典Blu-ray/DVD（詳細は「#初回限定盤（特典映像）」を参照） | 初回限定盤 |
| 特典CD（詳細は「#初回限定盤（特典CD）」を参照）            | 初回限定盤 |
| ミニブックレット                                           | 初回限定盤 |
| 特典CD（詳細は「#通常盤（特典CD）」を参照）                | 通常盤     |

| 特典内容                     | 販売店               |
| ---------------------------- | -------------------- |
| CDシングル『ヒトメボレ』     | オフィシャルECサイト |
| Ryo chaaaarm（アクリル仕様） | その他販売店         |

## ツアーの変遷
※全て2021年。
- 3月8日、本ツアーの開催を発表[9]。
  - 発表当初は、ツアー日程が全12公演の予定だった[9]。
- 4月15日、追加公演として、5月28日の東京・LINE CUBE SHIBUYA公演、5月31日の大阪・フェスティバルホールの開催を発表[22]。
- 5月9日、当初5月15日に開催予定だった京都公演の会場であるロームシアター京都が、新型コロナウイルス「COVID-19」による緊急事態宣言の延長に伴い、同月31日まで休館になった為、同会場での公演の中止を発表[23]。
- 5月10日、以下の4つを発表[24]。
  - 上述の中止した5月15日の公演を、兵庫・神戸国際会館に会場を変更して代替公演を開催する事。
  - 6月11日にロームシアター京都で振替公演を開催する事。
  - 緊急事態宣言の延長による大阪府からのイベント自粛要請を受け、追加公演であった5月31日の大阪・フェスティバルホール公演を中止する事。
  - 6月14日にフェスティバルホールで振替公演を開催する事。
- 5月28日、再追加公演として、6月15日・16日に東京・中野サンプラザホールで開催する事を発表[25]。
  - これにより、追加・中止・代替・振替・再追加公演を含め、ツアー全体を通して全17公演となった。

## 公演日程
| 年     | 月  | 日   | 開演時間 | 会場                                         |
| ------ | --- | ---- | -------- | -------------------------------------------- |
| 2021年 | 4月 | 15日 | 18:30    | 中野サンプラザホール（東京都）               |
| 2021年 | 4月 | 18日 | 17:30    | 福岡サンパレスホテル&ホール（福岡県）        |
| 2021年 | 4月 | 20日 | 18:30    | フェスティバルホール（大阪府）               |
| 2021年 | 4月 | 22日 | 18:30    | LINE CUBE SHIBUYA（東京都）                  |
| 2021年 | 4月 | 23日 | 18:30    | LINE CUBE SHIBUYA（東京都）                  |
| 2021年 | 4月 | 29日 | 17:30    | 名古屋国際会議場センチュリーホール（愛知県） |
| 2021年 | 5月 | 1日  | 17:30    | 広島文化学園HBGホール（広島県）              |
| 2021年 | 5月 | 7日  | 18:30    | 大宮ソニックシティ 大ホール（埼玉県）        |
| 2021年 | 5月 | 8日  | 17:30    | 仙台サンプラザホール（宮城県）               |
| 2021年 | 5月 | 15日 | 17:30    | ロームシアター京都 メインホール（京都府）    |
| 2021年 | 5月 | 15日 | 17:30    | 神戸国際会館 こくさいホール（兵庫県）        |
| 2021年 | 5月 | 16日 | 17:30    | 神戸国際会館 こくさいホール（兵庫県）        |
| 2021年 | 5月 | 23日 | 17:30    | よこすか芸術劇場 大劇場（神奈川県）          |
| 2021年 | 5月 | 28日 | 18:30    | LINE CUBE SHIBUYA（東京都）                  |
| 2021年 | 5月 | 31日 | 18:30    | フェスティバルホール（大阪府）               |
| 2021年 | 6月 | 11日 | 18:30    | ロームシアター京都 メインホール（京都府）    |
| 2021年 | 6月 | 14日 | 18:30    | フェスティバルホール（大阪府）               |
| 2021年 | 6月 | 15日 | 18:30    | 中野サンプラザホール（東京都）               |
| 2021年 | 6月 | 16日 | 18:30    | 中野サンプラザホール（東京都）               |

## 販売形態
- 発売日：2022年4月6日
  - 特別仕様盤（NOMAD-018：2Blu-ray）
    - スリーブケース付きBOX仕様。
    - 『"Note" 100Pスペシャルフォトブック』封入。

  - 特別仕様盤（NOMAD-019：2DVD）
    - スリーブケース付きBOX仕様。
    - 『"Note" 100Pスペシャルフォトブック』封入。

  - 初回限定盤（NOMAD-020：Blu-ray+CD）
    - 特典CD：『アルバム"Note"リリースイベントライブCD』封入。
    - ミニブックレット封入。

  - 初回限定盤（NOMAD-021：DVD+CD）
    - 特典CD：『アルバム"Note"リリースイベントライブCD』封入。
    - ミニブックレット封入。

  - 通常盤（NOMAD-022：Blu-ray+CD）
    - 特典CD：『錦戸亮 LIVE TOUR 2021 "Note" ライブアルバムCD』封入。

  - 通常盤（NOMAD-023：DVD+CD）
    - 特典CD：『錦戸亮 LIVE TOUR 2021 "Note" ライブアルバムCD』封入。

## チャート成績
- オリコンチャート
  - 2022年4月5日付の「オリコンデイリー DVDランキング」で初登場2位を獲得した[1]。
  - 2022年4月5日付の「オリコンデイリー ミュージックDVDランキング」で初登場2位を獲得した[2]。
  - 2022年4月5日付の「オリコンデイリー Blu-rayランキング」で初登場2位を獲得した[3]。
  - 初週14,879枚を売り上げ、2022年4月18日付の「オリコン週間 ミュージックDVD・Blu-rayランキング」で週間2位を獲得した[4]。
  - 初週6,209枚を売り上げ、2022年4月18日付の「オリコン週間 ミュージックDVDランキング」で週間2位を獲得した[5]。
  - 初週8,670枚を売り上げ、2022年4月18日付の「オリコン週間 ミュージックBlu-rayランキング」で週間2位を獲得した[6]。
  - 初週6,209枚を売り上げ、2022年4月18日付の「オリコン週間 DVDランキング」で週間2位を獲得した[7]。
  - 初週8,670枚を売り上げ、2022年4月18日付の「オリコン週間 Blu-rayランキング」で週間4位を獲得した[8]。

## 収録内容

### 本編映像（セットリスト）
1. ラストノート
2. Top note
3. ノマド
4. ハイボール
5. キッチン
6. 若葉
7. Silence
8. ホンキートンクラプソディ
9. アンブレラ
10. 微睡み
11. Half Down
12. 罰ゲーム
13. Middle note
14. コノ世界ニサヨウナラ
15. Point of Departure
16. バッジ
17. Tokyoholic
18. オモイデドロボー

＜アンコール＞
1. I don't understand
2. ツキノハナシ

### 特典映像

#### 特別仕様盤（特典映像）
| #  | タイトル                             | 作詞 | 作曲・編曲 |
| -- | ------------------------------------ | ---- | ---------- |
| 1. | 「"Note" 100分ドキュメンタリー映像」 |      |            |

#### 初回限定盤（特典映像）
| #  | タイトル                 | 作詞 | 作曲・編曲 |
| -- | ------------------------ | ---- | ---------- |
| 1. | 「ノマド」               |      |            |
| 2. | 「狛犬」                 |      |            |
| 3. | 「コノ世界ニサヨウナラ」 |      |            |
| 4. | 「ハイボール」           |      |            |
| 5. | 「スケアクロウ」         |      |            |
| 6. | 「キッチン」             |      |            |
| 7. | 「I don't understand」   |      |            |

#### 通常盤（特典映像）
| #  | タイトル                  | 作詞 | 作曲・編曲 |
| -- | ------------------------- | ---- | ---------- |
| 1. | 「"Note" メイキング映像」 |      |            |

### 特典CD

#### 初回限定盤（特典CD）
1. アルバム"Note"リリースイベントライブCD

#### 通常盤（特典CD）
1. 錦戸亮 LIVE TOUR 2021 "Note" ライブアルバムCD

## 発売記念イベント

### 展覧会

#### 第1回（2022年3月）
『錦戸亮 "Note" 展覧会 in OIOI』（にしきどりょう ノート てんらんかい イン マルイ）は、2022年3月4日から同年3月21日にかけて開催された、本作のリリースを記念した錦戸亮の展覧会イベント。
開催概要（展覧会第1回）
- 自身初の展覧会イベント。
- 本イベントでは、実際に本ツアーで使用された衣装や楽器の展示、未公開映像の上映やパネル展、プライベート空間の再現等が展開された。
- 通常⼊場チケットの他に、特典付きチケットとして、『Noteオリジナルクリアファイル』（2枚セット・各2種類）が配布された。
- 自身がプロデュースする香水『SCENT OF NOTE』（2022年4月12日発売）が、本イベントにて同年3月10日より先行販売された。
- 本イベントのオリジナル商品として、『付箋』、『プチ飴』、『ミニキャンバスマグネット』（全6種）が販売された。
- 2022年3月8日、自身が出演するYouTubeチャンネル『NO GOOD TV』にて、本イベントの企画過程等を収めた映像が公開された。
- 同年6月17日 - 7月3日、本イベントのアーカイブ動画の配信チケットを販売。

開催日程（展覧会第1回）
- 開催期間：2022年3⽉4⽇ - 3⽉21⽇
- 開催場所：有楽町マルイ 8F イベントスペース（東京都）
- 営業時間：11:00 - 20:30（JST）
- 入場時間：11:00、11:30、12:00、12:30、13:00、13:30、14:00、14:30、15:00、15:30、16:00、16:30、17:00、17:30、18:00、18:30、19:00、19:30

#### 第2回（2022年5月・6月）
『錦戸亮 "もうひとつのNote" 展覧会 in OIOI』（にしきどりょう もうひとつのノート てんらんかい イン マルイ）は、2022年5月20日から同年6月12日にかけて開催された、本作のリリースを記念した錦戸亮の展覧会イベント。
開催概要（展覧会第2回）
- 前回から約2か月振りの展覧会イベント。
- 本イベントは、東京で開催された、前回『錦戸亮 "Note" 展覧会 in OIOI』が好評だった為、会場を大阪に移し、同様の展覧会イベントの開催が決定した。
- 本イベントでは、東京会場と同様に、実際に本ツアーで使用された衣装や楽器の展示、未公開映像の上映やパネル展、プライベート空間の再現等が、大阪に会場を変えて展開された。
  - 内容自体は、第1回の東京会場と「別の新たな内容」となっている。

- 入場チケットも東京会場と同様に、通常⼊場チケットの他に、特典付きチケットとして、『Noteオリジナルクリアファイル』（2枚セット・各2種類）が配布された。
- 本イベントのオリジナル商品として、前回もラインナップされた『プチ飴』、『ミニキャンバスマグネット』（全6種）に加え、『ラバーコースター』、『マルチシール』が新たに販売された。
- 2022年5月26日、自身が出演するYouTubeチャンネル『NO GOOD TV』にて、本イベントの企画過程等を収めた映像が公開された。
- 同年6月17日 - 7月3日、本イベントのアーカイブ動画の配信チケットを販売。

開催日程（展覧会第2回）
- 開催期間：2022年5⽉20⽇ - 6⽉12⽇
- 開催場所：なんばマルイ 3F イベントスペース（大阪府）
- 営業時間：11:10 - 19:00（JST）
- 入場時間：入場時間：11:10、11:30、12:00、12:30、13:00、13:30、14:00、14:30、15:00、15:30、16:00、16:30、17:00、17:30、18:00

### 上映会
『錦戸亮 "Note" 上映会 in UNITED CINEMAS』（にしきどりょう ノート じょうえいかい イン ユナイテッド・シネマ）は、2022年3月21日に開催された、本作のリリースを記念した錦戸亮の上映会イベント。

#### 開催概要（上映会）
- 本イベントは、本作の発売約2週間前に、本作の本編ライブ映像と特別仕様盤収録のドキュメンタリー映像『"Note" 100分ドキュメンタリー映像』を大画面と高音質で楽しめる劇場先行上映イベントである[14][13]。
- 全国5都市、全6か所の『ユナイテッド・シネマ』で開催された[27]。
- 自身の映像作品が劇場で先行上映されるのは初である。

#### 開催会場（上映会）
| 都市   | 会場                                    |
| ------ | --------------------------------------- |
| 東京都 | ユナイテッド・シネマ アクアシティお台場 |
| 愛知県 | ユナイテッド・シネマ豊橋18              |
| 大阪府 | ユナイテッド・シネマ岸和田              |
| 大阪府 | ユナイテッド・シネマ枚方                |
| 福岡県 | ユナイテッド・シネマキャナルシティ13    |
| 北海道 | ユナイテッド・シネマ札幌                |